# Hamilton Spectator Trophy
Hamilton Spectator Trophy – nagroda przyznawana każdego sezonu zespołowi Ontario Hockey League, który zdobył najwięcej punktów w fazie grupowej rozgrywek. Po raz pierwszy nagrodę przyznano w sezonie 1957–1958.

## Lista zwycięzców
- 2016–2017: Erie Otters
- 2015–2016: Erie Otters
- 2014–2015: Sault Ste. Marie Greyhounds
- 2013–2014: Guelph Storm
- 2012–2013: London Knights
- 2011–2012: London Knights
- 2010–2011: Mississauga St. Michael’s Majors
- 2009–2010: Barrie Colts
- 2008–2009: Windsor Spitfires
- 2007–2008: Kitchener Rangers
- 2006–2007: London Knights
- 2005–2006: London Knights
- 2004–2005: London Knights
- 2003–2004: London Knights
- 2002–2003: Kitchener Rangers
- 2001–2002: Plymouth Whalers
- 2000–2001: Erie Otters
- 1999–2000: Plymouth Whalers
- 1998–1999: Plymouth Whalers
- 1997–1998: Guelph Storm
- 1996–1997: Ottawa 67’s
- 1995–1996: Guelph Storm
- 1994–1995: Guelph Storm
- 1993–1994: North Bay Centennials
- 1992–1993: Peterborough Petes
- 1991–1992: Peterborough Petes
- 1990–1991: Oshawa Generals
- 1989–1990: Oshawa Generals
- 1988–1989: Kitchener Rangers
- 1987–1988: Windsor Compuware Spitfires
- 1986–1987: Oshawa Generals
- 1985–1986: Peterborough Petes
- 1984–1985: Sault Ste. Marie Greyhounds
- 1983–1984: Kitchener Rangers
- 1982–1983: Sault Ste. Marie Greyhounds
- 1981–1982: Ottawa 67’s
- 1980–1981: Sault Ste. Marie Greyhounds
- 1979–1980: Peterborough Petes
- 1978–1979: Peterborough Petes
- 1977–1978: Ottawa 67’s
- 1976–1977: St. Catharines Fincups
- 1975–1976: Sudbury Wolves
- 1974–1975: Toronto Marlboros
- 1973–1974: Kitchener Rangers
- 1972–1973: Toronto Marlboros
- 1971–1972: Toronto Marlboros
- 1970–1971: Peterborough TPT Petes
- 1969–1970: Montreal Junior Canadiens
- 1968–1969: Montreal Junior Canadiens
- 1967–1968: Kitchener Rangers
- 1966–1967: Kitchener Rangers
- 1965–1966: Peterborough TPT Petes
- 1964–1965: Niagara Falls Flyers
- 1963–1964: Toronto Marlboros
- 1962–1963: Niagara Falls Flyers
- 1961–1962: Montreal Junior Canadiens
- 1960–1961: Guelph Royals
- 1959–1960: Toronto Marlboros
- 1958–1959: St. Catharines Teepees
- 1957–1958: St. Catharines Teepees